# 3743 Паульянічек
3743 Паульянічек (3743 Pauljaniczek) — астероїд головного поясу, відкритий 10 березня 1983 року.
Тіссеранів параметр щодо Юпітера — 3,648.